# Пречишћавање воде за пиће
Пречишћавање воде за пиће или кондиционирање воде за пиће је поступак којим се у води која не задовољава критеријуме прописане за воду за пиће, различитим техничким поступцима (кондиционирањем) мењају њене особине и састав, да би могла безбедно да се користи као пијаћа вода.

## Основне информације
Хигијенски исправна вода за пиће, је императив сваког друштва, јер њен квалитет мора да одговара стандардима регулисаним Законским и подзаконским актима о хигијенској исправности воде за пиће, а све у складу са препорукама и нормама Светске здравствене организације, и Европске уније, које су у својим смерницама о квалитету воде за пиће дале приоритете микробиолошкој исправности воде за пиће. Не постоји „доња“ граница за патогене микроорганизме која би се могла толерисати у човековој води за пиће и храни, али микробиолошка контаминација главних урбаних водоводних система може изазвати велике хидричне епидемије, које су широких размера, јер су захваћени сви који ту воду користе. Поред бактериолошке контаминације, вода за пиће може бити домаћин паразитима и векторима заразних болести. 
На глобалном нивоу, због све већег загађења воде, данас практично не постоји вода која не може да се процесима пречишћавања доведе на квалитет воде за пиће. Међутим како су  процеси пречишћавања јако скупи, ако је то могуће, за извор водоснабдевања користи се вода којој не треба пре употребе излагање много скупим метода пречишћавања. Избор методе пречишћавања и њихова цена зависи од квалитета воде која се користи за водоснабдевање. На крају процеса пречишћавања скоро увек је неопходна обавити и дезинфекцију воде.

## Методе за пречишћавање воде
Неке од стандардних метода кондиционирања воде за пиће су: аерација, седиментација, филтрација, деферизација, омекшавање и дезинфекција (кување, UV зраци, озонизација, хлоринација).  
Методе пречишћавања воде за пиће зависе од квалитета сирове воде.
| Медоде кондиционирања воде | Тумачење | Слика |
| -------------------------- | --- | ----- |
| Мешање                     | Мешање је операција која се у постројењима за кондиционирање воде примењује у циљу: - равномерног распореда додате хемикалије по целокупној запремини воде на месту додавања, - уношења у систем енергије неопходне за дестабилизацију и флокулацију, - да се убрза растварање, суспендовање или разблаживање хемикалија при прављењу раствора или суспензија. |       |
| Аерација                   | Аерација је процес размене материје између воде и гасне фазе (ваздуха или чистог кисеоника) преко границе додира. Изводи се довођењем у додир воде са ваздухом или чистим кисеоником. Разлози за примену аерације воде су: - уклањање појединих растворених неорганских супстанци, на пример, гвожђа и мангана (јер се оксидацијом у присутсву кисоника гвожђе и манган претварају у нерастворљива једињења која се касније одстрањују филтрацијом). - уклањање непожељних растворених гасова који су носиоци укуса и мириса (угљен-диоксид, водониксулфид, метан и други) или материја које проузрокују веће трошкове обраде (угљен-диоксид, водониксулфид).                                                                                                 |       |
| Таложење                   | Примењује се код замућених воде, у базенима где је проток воде веома спор. Суспендоване честица се уклањају из воде помоћу гравитације, таложењем на дно базена (резервоара), Некада је потребно додавање посебних хемијских средстава за убрзање седиментације, коагулацијом. |       |
| Филтрација                 | Врши се после седиментације. Има за циљ да из воде уклони преостале суспендоване честице и микроорганизме, и да побољша укус воде и уклни непријатан мирис. Најчешће се за филтрацију користе пешчани филтри различите гранулације (на дну базена је шљунак дебљине око 30 cm, а преко њега је слој песка до 120 cm кроз који се вода филтрира). |       |
| Дезинфекција               | Ова метода се најчешће користи за пречишћавање воде за пиће. Бистре воде без хемијског загађења пречишћавају се само дезинфекцијом. |       |
| Омекшавање                 | Омекшавање је процес смањења садржја соли калцијума и магнезијума у води, у случају када се у постојећи систем водоснабдијевања укључује вода из новог изворишта са већом тврдоћом. Основни циљ омекшавања воде за пиће је заштита кућних инсталација топле и хладне воде од каменца. За омекшавање се користи реагенсни метод са калцијум хидроксидом и натријум карбонатом, као и јонски измењивачи. Хемикалије за омекшавање воде се користе независно једна од друге или заједно. Омекшавању се може подврћи целокупна количина воде или само један њен део. - У првом случају — омекшана вода има велику pH вредност, која се мора неутралисати. - У другом случају — после мешања са делом воде која није омекшавана, висока pH вредност се неутралише. |       |